# Paracladopelma angustum
Paracladopelma angustum är en tvåvingeart som först beskrevs av Freeman 1961.  Paracladopelma angustum ingår i släktet Paracladopelma och familjen fjädermyggor. Inga underarter finns listade i Catalogue of Life.